# DJ Licious
DJ Licious (eigentl. Wim Clukers; * 13. Dezember 1983 in Antwerpen) ist ein belgischer House-DJ und Musikproduzent sowie Veranstalter.

## Leben
DJ Licious wurde zunächst als House-DJ in Antwerpen aktiv. 2007 gründete er die House-Partyreihe Shomi, die in wechselnden belgischen Clubs  stattfindet. Seit 2010 veröffentlicht er eigene Tracks. Zu seinen größeren Festivalauftritten gehören Tomorrowland, Laundry Day, Parookaville und Sunburn Festival. Seit 2016 betreibt er unter dem Label Shomi auch ein House-Musiklabel.
Mit den Singles Hope und Million Moons hatte er 2021 zwei Top-Ten-Singles in den flämischen Charts.

## Diskografie (Auswahl)

### Mix-Alben
- 2011: Shomi

### Singles und EPs
- 2014: People
- 2014: Around Town
- 2015: Come Along
- 2016: Calling
- 2017: I Hear You Calling
- 2017: I Can’t Stop
- 2019: Naked
- 2020: Atmosphere
- 2021: Hope
- 2021: Million Moons (mit PollyAnna)
- 2023: Ibiza Sky
- 2023: Beautiful Liar
- 2024: Voices
- 2025: Magic With You (mit Alex Germys & Alex Lucas)